# Cardamine trifida
Cardamine trifida là một loài thực vật có hoa trong họ Cải. Loài này được (Lam. ex Poir.) B.M.G.Jones mô tả khoa học đầu tiên năm 1964.